# دابسون ۱۸۰۲۴
سیارک ۱۸۰۲۴ (به انگلیسی: 18024 Dobson، نامگذاری:1999KK4) هجده هزار و بیست و چهارمین سیارک کشف شده‌است که در ۲۰ مه ۱۹۹۹ کشف شد.
قدر مطلق سیارک برابر ۱۸.۶ است.